# Sīrmand
Sīrmand (persiska: سيرمند, سَرمَهد, سيمَند, قَلعِۀ سَرمَد) är en ort i Iran.   Den ligger i provinsen Hormozgan, i den sydöstra delen av landet, 1 000 km söder om huvudstaden Teheran. Sīrmand ligger 1 188 meter över havet och antalet invånare är 665.
Terrängen runt Sīrmand är huvudsakligen kuperad, men österut är den bergig. Runt Sīrmand är det glesbefolkat, med 16 invånare per kvadratkilometer. Sīrmand är det största samhället i trakten. Omgivningarna runt Sīrmand är i huvudsak ett öppet busklandskap.